# Elvärme AB

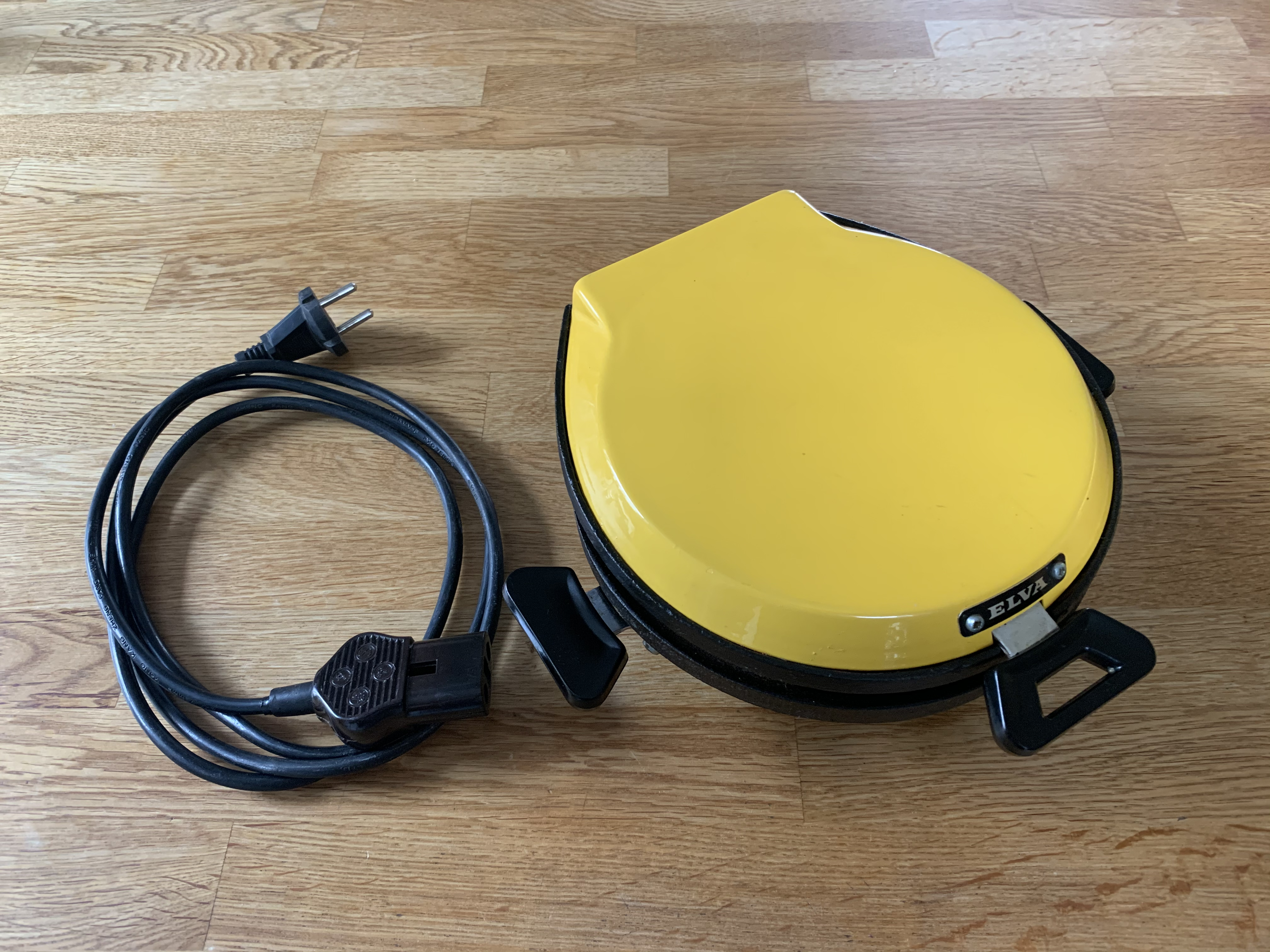
Elektriskt våffeljärn, märkt ELVA, i gjutjärn.

Elvärme AB i Bromma var under 1950- och 1960-talet en känd tillverkare av brödrostar, våffeljärn och element som såldes under varumärket ELVA.

## Historia
Hans Engström var styrelseledamot i företaget. Varumärket ELVA:s namn kommer troligtvis från de fyra första bokstäverna i företagsnamnet där Ä ersatts med A.

## Produkter
Företaget tillverkade initialt element men utökade sedan produktionen till såväl brödrostar som elvåffeljärn.